# Покришкино
Покри́шкино (рос. Покрышкино, ерз. Покрышкино) — присілок у складі Ромодановського району Мордовії, Росія. Входить до складу Анненковського сільського поселення.

## Населення
Населення — 47 осіб (2010; 42 у 2002).
Національний склад (станом на 2002 рік):
- росіяни — 93 %